# کسلا
کسلا (به عربی: کسلا) شهری در در ایالت کسلا کشور سودان است که جمعیت آن در سرشماری سال ۱۹۹۳ میلادی ۲۳۴٫۶۲۲ نفر بوده و در سال ۲۰۰۷ میلادی ۴۳۶٫۴۹۴ نفر تخمین زده شده است.